# I-D

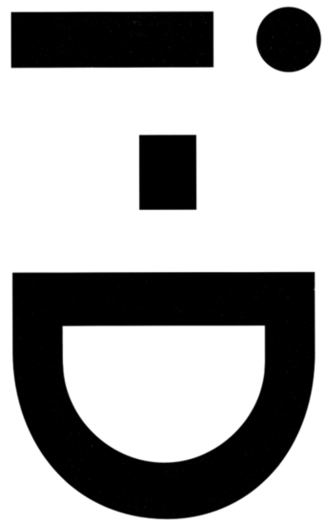
"i-D"를 시계 방향으로 90도 회전한 그림. 윙크하면서 웃는 모습을 형상화한 것이다.

i-D는 영국의 패션 잡지이다. 패션 외에도 음악, 예술 그리고 청년 문화를 소재로 한다. 1980년, 디자이너이자 전직 보그 아트 디렉터 테리 존스가 창간했으며, 현재 바이스 미디어에서 발행 중이다.
"i-D"는 윙크하면서 웃는 모습을 글자로 형상화한 것이다. 이 때문에 대부분의 발행 호에서 커버 모델들이 윙크를 하고 있다.